# Novaculichthys
Novaculichthys is een geslacht van straalvinnige vissen uit de familie van lipvissen (Labridae). Het geslacht is voor het eerst wetenschappelijk beschreven in 1862 door Bleeker.

## Soorten
De volgende soorten zijn bij het geslacht ingedeeld:
- Novaculichthys macrolepidotus (Bloch, 1791)
- Novaculichthys taeniourus (Lacépède, 1801)  – Rendierlipvis